# El sindicat
El sindicat (títol original en anglès, The Union) és una pel·lícula de thriller i de comèdia d'espionatge estatunidenca dirigida per Julian Farino a partir d'un guió de Joe Barton i David Guggenheim. La pel·lícula és protagonitzada per Mark Wahlberg, Halle Berry, Mike Colter, Adewale Akinnuoye-Agbaje, Alice Lee, Jackie Earle Haley i JK Simmons.
S'ha estrenat a Netflix el 16 d'agost de 2024 amb el doblatge i subtítols en català.

## Premissa
Un treballador de la construcció es veu atrapat en el món de l'espionatge per la seva antiga xicota de l'institut.

## Repartiment
- Mark Wahlberg com a Mike
- Halle Berry com a Roxanne
- Mike Colter com a Nick Faraday
- J. K. Simmons
- Jackie Earle Haley
- Adewale Akinnuoye-Agbaje
- Alice Lee com Athena Kim
- Jessica de Gouw
- James McMenamin com a Johnny Healy
- Lorraine Bracco com a Lorraine McKenna

## Producció
El maig del 2020 es va anunciar que Netflix havia comprat el pitch per a Our Man from Jersey (més tard titulada The Union), que protagonitzaria Mark Wahlberg. Joe Barton i David Guggenheim van escriure el guió a partir d'una història de Stephen Levinson. El març de 2021, Halle Berry va ser elegida com a coprotagonista al costat de Wahlberg. El maig de 2022, J. K. Simmons, Jackie Earle Haley, Adewale Akinnuoye-Agbaje, Jessica De Gouw i Alice Lee es van afegir al repartiment.
El rodatge havia començat el març de 2022, amb el rodatge a Londres, Nova Jersey, i Piran. La producció va causar una lleugera controvèrsia el maig de 2022 a causa del soroll i la contaminació atmosfèrica de la filmació al districte londinenc Fitzrovia. El setembre de 2022, el rodatge va tenir lloc a la ciutat italiana de Trieste.